# Ar (Einheit)
Das oder der Ar, in der Schweiz die Are, ist eine Flächenmaßeinheit im metrischen System von 100 m² mit dem Einheitenzeichen a. 100 a ergeben 1 ha. Ein Quadrat mit dem Flächeninhalt von 1 a hat eine Kantenlänge von zehn Metern.
Das Ar ist keine SI-Einheit; im Gegensatz zum Hektar ist es nicht einmal zum Gebrauch mit dem SI zugelassen.
In der EU und der Schweiz ist der Ar bzw. die Are gesetzliche Einheit für die Angabe der Fläche von Grund- und Flurstücken.

## Geschichte
Im Jahr 1793 wurde in Frankreich der Meter als der 10-millionste Teil des Erdquadranten auf dem Meridian von Paris festgelegt. Zugleich wurde die Einheit are in Anlehnung an das lateinische Wort ārea (Fläche, freier Platz) für die Fläche von 100 m2 neu geschaffen. Sie war anfangs die einzige gebräuchliche metrische Flächeneinheit, samt ihrer Teile und Vielfache Zentiar (1 ca = 1 m2) und Hektar (1 ha = 100 a).
Im Jahr 1868 wurde die Maßeinheit unter der Bezeichnung Ar auch in Deutschland amtlich eingeführt: Die entsprechende Norddeutsche Maß- und Gewichtsordnung trat 1872 für das gesamte Deutsche Reich in Kraft.

## Vielfache und Teile
1 Hektar (von „Hekto-Ar“) = 1 ha
= 100 a = 10.000 m2
= 1 hm2 = 100 m · 100 m
1 Dekar (von „Deka-Ar“)
= 10 a = 1000 m2
1 Ar
= 1 a = 100 m2
1 Zentiar
= 0,01 a = 1 m2
= 1 m2 = 1 m · 1 m
Außer Ar und Hektar sind diese Vielfachen und Teile im deutschen Sprachraum ungebräuchlich und nur noch von historischem Interesse.
Das Dekar wird als Flächenmaß in der bulgarischen Landwirtschaft, in Griechenland (Stremma), in der Türkei und einigen Staaten des Nahen Ostens (metrisches Dunam) verwendet.